# Чилібеєво
Чилібе́єво (рос. Чилибеево, башк. Силәбей) — присілок у складі Калтасинського району Башкортостану, Росія. Входить до складу Калегінської сільської ради.
Населення — 113 осіб (2010; 121 у 2002).
Національний склад:
- марійці — 99 %